# Peyton Alex Smith
Peyton Alex Smith (Dallas, 18 giugno 1994) è un attore statunitense.

## Biografia
Peyton è conosciuto principalmente per il suo ruolo nella serie tv The Quad, dove ha interpretato il personaggio di Cedric Hobbs. Lo stesso anno che lo ha visto esordire in The Quad lo ha anche visto nel cast del film Detroit, diretto da Kathryn Bigelow.

## Vita privata
Oltre alla vita da attore, fin da giovanissimo è conosciuto anche nel mondo della musica, dove lavora come rapper.

## Filmografia

### Cinema
- 3 donne al verde (Mad Money), regia di Callie Khouri (2008)
- Una squadra molto speciale (The Longshots), regia di Fred Durst (2008)
- Carter High, regia di Arthur Muhammad (2009)
- Detroit, regia di Kathryn Bigelow (2017)

### Televisione
- Luke Cage – serie TV, 1 episodio (2016)
- Tales – serie TV, 1 episodio (2017)
- The Quad – serie TV, 19 episodi (2017–2018)
- Legacies – serie TV, 37 episodi (2018-2021)